# Les affaires sont les affaires
Les affaires sont les affaires (Interes interesem; Interes przede wszystkim) – komedia w trzech aktach prozą, francuskiego pisarza Octave’a Mirbeau. Wystawiona po raz pierwszy – z wielkim powodzeniem – w Komedii Francuskiej 20 kwietnia 1903, po batalii, która doprowadziła do zniesienia komitetu cenzury w Domu Moliera – w październiku 1901. Tłumaczona na wiele języków święciła tryumfy na scenach całego świata - zwłaszcza w Niemczech i w Rosji. Od ponad stulecia nie schodzi z repertuaru teatrów.

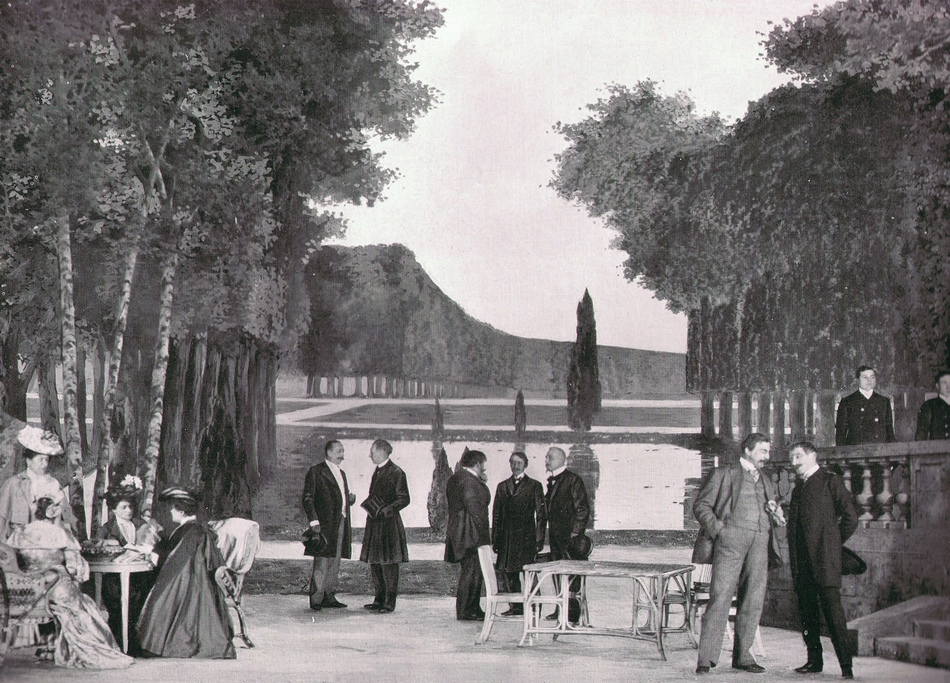
Les affaires sont les affaires, Comédie-Française, 1903

## Problematyka i cechy formalne

### Komedia obyczajowa i charakterów
Sztuka realizuje wzór molierowskiej komedii charakterów (w postaci Izydora Lechat odnajdowano ponadczasowe rysy Harpagona i Świętoszka) oraz komedii obyczajowej, kreślącej sugestywny obraz francuskiego społeczeństwa na przełomie XIX i XX wieku. Z dziedzictwem XVII-wiecznego klasycyzmu łączy utwór także zwartość konstrukcji, opartej na regule trzech jedności: akcji (wątek pieniężny), czasu (jedna doba) i miejsca (zamek Vauperdu). Bogaty parweniusz, potentat prasowy i kandydat na posła - Izydor Lechat - przyjmuje kolejno w swej posiadłości trzech ludzi, którymi chce się posłużyć, aby umocnić swoją pozycję społeczną i finansową. Inżynierowie Gruggh i Phinck zostają jego wspólnikami w śmiałym przedsięwzięciu, jakim jest budowa elektrowni, obliczonej na krociowe zyski; natomiast tonący w długach markiz de Porcellet ma przydać fortunie nuworysza herbowy splendor, żeniąc się z jego córką. Projekt matrymonialny niweczy opór młodej kobiety. Herminia jest samodzielna i zbuntowana, potępia uczynki ojca, woli żyć raczej w nędzy niż „zbrodni” luksusu; wyjeżdża więc ze swym kochankiem, chemikiem Lucjanem Garraud – dumna, że sama go sobie wybrała. Ówcześni krytycy nie posiadali się z oburzenia: w ich oczach panna Lechat była wyrodną córką.

### Wszechwładza pieniądza
Główny bohater, Izydor Lechat (od: „Le Chat-Tigre”, pol. „Kot-Tygrys”), obdarzony został nazwiskiem znaczącym. To bezwzględny człowiek interesu; „aferzysta” i spekulant, pozbawiony wszelkich skrupułów; typowy wytwór swoich czasów - epoki kryzysów gospodarczych i ekspansji światowego kapitału. Czego Lechat się nie dotknie, zamienia w pieniądz, a jego wpływy - finansowe i medialne - sięgają najwyższych szczebli władzy: państwowej, a nawet kościelnej. Postać ta, urastająca do rangi symbolu nowej ekonomiki, której dźwignię stanowi bezwzględna pogoń za zyskiem, budzić musi sprzeciw i odrazę. Ujawnia ona jednak - zwłaszcza w dwóch scenach z Phinckiem i Grugghem, pospolitymi łotrzykami bez fantazji i polotu - także wartościowe cechy charakteru, takie jak przenikliwa intuicja, dalekowzroczność w interesach, hart ducha. To człowiek zwrócony ku przyszłości: dynamiczny, ambitny i twórczy, podczas gdy markiz de Porcellet żyje wspomnieniami minionej świetności, szukając w zasługach przodków usprawiedliwień dla pasożytniczej egzystencji, jaką wiodą przedstawiciele warstwy społecznej, do której przynależy. Tytuł utworu stał się przysłowiem. Miłość, współczucie, dobroć - ich wartość się dewaluuje, gdy w grę wchodzi pieniądz. W świecie, którym rządzą twarde prawa rynku; gdzie kupić można wszystko i wszystko można sprzedać, niszcząca jego siła znieprawia ludzkie serca i umysły - i korumpuje instytucje. Interesy, jakie prowadzą rozmaici „aferzyści” pokroju Izydora Lechat, zbijający milionowe fortuny kosztem najsłabszych i najuboższych, są najzwyklejszą kradzieżą, tyle że popełnianą w majestacie prawa - przekonuje Mirbeau. O trwałej popularności sztuki, jak również niesłabnącej aktualności demonstrowanych w niej problemów, świadczy liczba 400 wznowień w latach 1994-1995.

### Miłość i śmierć
Władza, którą Izydorowi Lechat dały pieniądze, okazuje swoje granice w obliczu dwu innych potęg: miłości i śmierci. Jego ukochany syn, Ksawery, typ „złotego młodzieńca”, dobrze znany w paryskim półświatku, ginie podczas przejażdżki automobilem, córka Herminia zaś odchodzi bez grosza z kochankiem, odrzuciwszy „świetną partię”, jaką wybrał dla niej ojciec. Do historii francuskiego teatru przeszła znakomita scena finałowa - określana często jako „szekspirowska”, w której przygnieciony nieszczęściami rodzinnymi bohater dźwiga się z apoplektycznego ataku, aby dokonać nowego oszustwa finansowego i zmiażdżyć swoich równie bezwzględnych, lecz mniej sprytnych wspólników – Gruggha i Phincka.

## Prapremiera
W spektaklu prapremierowym wystąpili: Maurice de Féraudy (Izydor Lechat), Louis Leloir (Markiz de Porcellet), Louise Lara (Herminia Lechat), Blanche Pierson (pani Lechat), Georges Berr (Ksawery Lechat), Raphaël Duflos (Lucjan Garraud), Henry Mayer (Wicehrabia de La Fontenelle), Louis Pierre Laugier (Phinck), René Falconnier (Jan, służący), Claude Garry (Gruggh), Georges Laumonier (pomocnik ogrodnika).
Polscy widzowie mogli obejrzeć sztukę w roku 1904, kiedy to była prezentowana w Warszawie (z Mieczysławem Frenklem w roli Izydora Lechat), Krakowie i Lwowie. Po drugiej wojnie światowej wystawiono ją tylko raz, w roku 1957 w Teatrze im. Stefana Jaracza w Łodzi.

## Adaptacje filmowe i telewizyjne
Na podstawie sztuki nakręcono dwa filmy: w roku 1915 pierwszy, w Stanach Zjednoczonych i po angielsku, pt. Business is business, w reżyserii Otisa Turnera, według scenariusza Franka McGrew Willisa (będącego swobodną przeróbką pierwowzoru), z Natem C. Goodwinem w roli głównej; w roku 1942 drugi, pt. Les afffaires sont les affaires, w reżyserii Jeana Dréville'a, z obsadą: Charles Vanel (Izydor Lechat), Renée Devillers, Robert Le Vigan, Aimé Clariond; w wersji filmowej dokonano licznych skrótów oraz złagodzono demaskatorską wymowę utworu.
Pierwsza adaptacja telewizyjna powstała w 1966 roku. Serial pt. Les affaires sont les affaires wyreżyserował Gilbert Pineau. W roli Izydora Lechat wystąpił Henri Vilbert. Pozostałą obsadę aktorską stanowili: René Fleur (Markiz de Porcellet), Georges Claisse (Ksawery Lechat), Jean Barrez (Lucjan Garraud), Pierre Megemont (Phinck), Olivier Hussenot (Gruggh), Jean Martin (wicehrabia de La Fontenelle), Fernand Bercher (Ogrodnik), Pierre Risch (sędzia pokoju), Guy Vassal (pomocnik Ogrodnika), André Jaud (Jan), Denise Benoît (pani Lechat), Anna Gaël (Herminia Lechat), Philippe Baronnet (służący), Jack Berard (poborca podatkowy).
W roku 2011 dokonano kolejnej ekranizacji utworu - dla stacji telewizyjnej France 3. Producentem był Gérard Jourd'hui. Reżyserował Philippe Bérenger. Postać Izydora Lechat odtworzył Régis Laspalès. W pozostałych rolach wystąpili: Christian Clavier, Philippe Chevallier, Sébastien Thierry, Sophie Arthur i Marie Kremer.